# 油そうめん

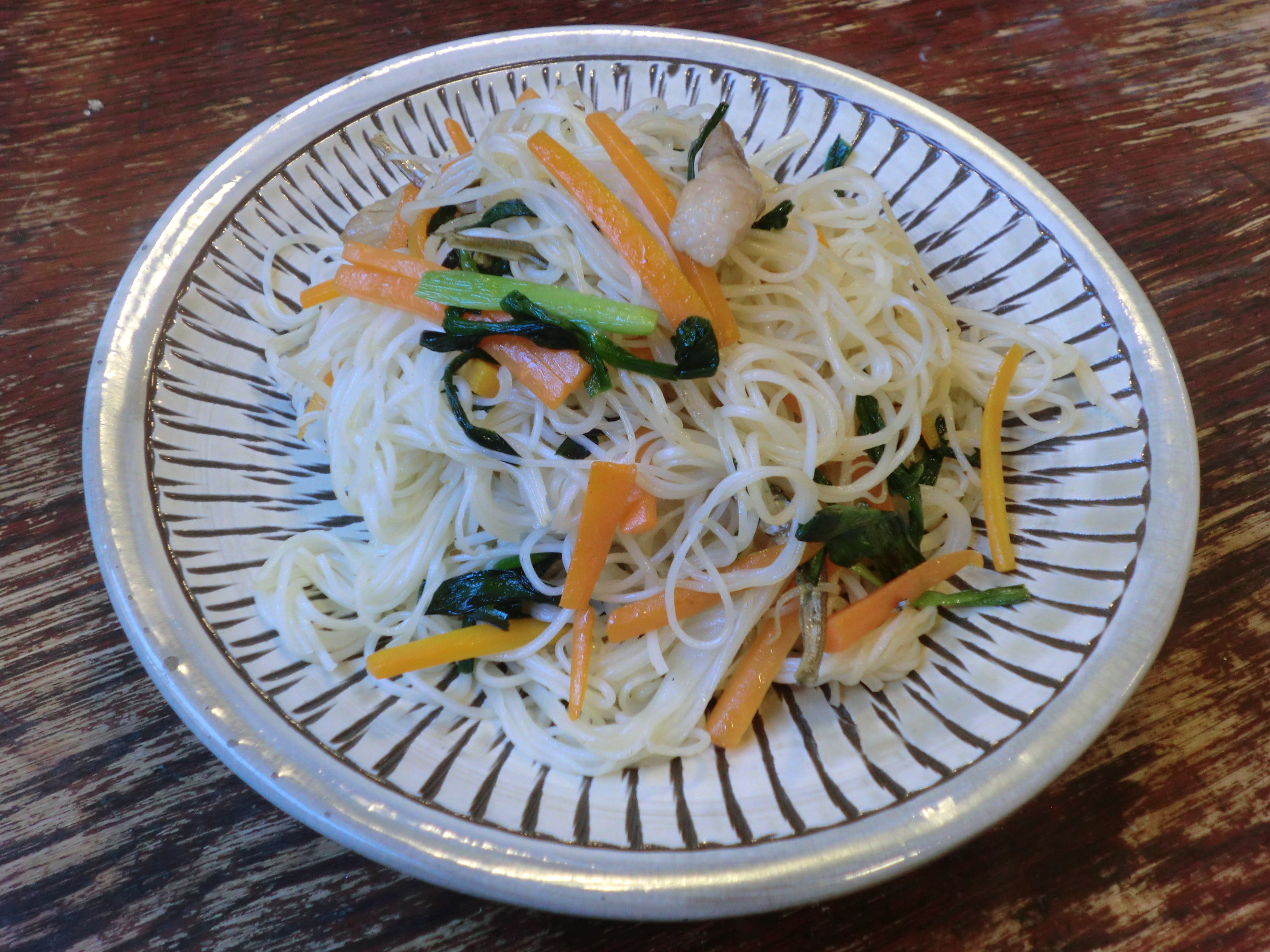
油ぞうめん

油そうめん（あぶらそうめん）または油ぞうめん（あぶらぞうめん）は奄美大島や徳之島など鹿児島県奄美群島の郷土料理である。家庭料理、食堂の食事、居酒屋などの食事物、おやつ代わりの軽食などとしてよく食べられる。茹でた素麺に油を入れたたれにからめて作るため、麺がくっつかないのが特徴。

## 名称
地元では油ぞうめん（あぶらぞうめん）と濁って発音されることが多い。徳之島方言ではあんばそうむぃん（油素麺）と呼ばれ、喜界島方言ではそうむぃんすーきと呼ばれる。

## 作り方
作り方は、固めに茹でた素麺に油と出汁をからめる。これに塩・コショウや醤油で味付けし、金糸卵、炒めたピーマンなどの野菜・豚肉などを盛り付ける。
より家庭的な作り方では、油を入れた鍋でカタクチイワシ類やキビナゴのじゃこを炒り、豚肉、水を加えて出汁をとり、そこに醤油と加えてたれとし、ニラ、もやし、キャベツなどの野菜を加えて煮立ったところに茹でたそうめんを入れて味をからませる。じゃこは取り出さず、具として食べるのが普通。
一見沖縄料理のソーミンチャンプルーや沖永良部島のあげそうめんに類似しているが、調理法としては全くの別物といえる。ソーミンチャンプルーは具とともに油で炒める度合いが多く、焼そばや焼きうどん風であるのに対し、奄美の油そうめんは油とだし汁を完全に乳化させておき、イタリア料理のパスタで言うところの「マンテカーレ」同様、茹で上がったそうめんとこのだし汁を和えて、麺に吸わせ、味付けする。
具はニラのみでシンプルに仕上げることもあり、季節に応じて手近な野菜が用いられる。以前は豚肉を使わずに、具を野菜だけとすることも普通であった。また、炒めた野菜を乗せるのではなく、揚げた野菜などをかけて食べる例もある。

## 干しうどんを使うもの
喜界島では干しうどんを使ってうどぅんすーきとすることもある。
また、奄美市笠利町最北部の佐仁集落では、干しうどんを使い、いりこだしで味つけしたシンプルなものを鍋降てれ（なべおてれ）と称している。
うどんを使ったものも奄美市のスーパーでは惣菜として売られている。

## 歴史
明治時代に広まったとされている。原料の小麦は奄美群島では栽培されておらず、素麺作りの伝統もないため、江戸時代末期の『南島雑話』にも素麺の記載はない。
主に九州地方で作られた乾麺が用いられる。流通が悪く乾物に頼らざるを得なかった時代の離島で生まれたお袋の味的な家庭料理であるが、節句の料理の一品に加えられることもある。